# Pepè/Pollice
Pepè/Pollice è un singolo di Pippo Franco, pubblicato dalla Cinevox nel 1986.

## Pepè
Pepè è un brano musicale scritto da Sergio Bardotti e Pippo Caruso.
Il brano era la sigla iniziale del programma televisivo Ottantasei, spin-off legato alla Lotteria Italia del varietà del sabato sera Fantastico.

## Pollice
Pollice è la canzone pubblicata sul lato B del singolo, scritta dagli stessi autori.

## Edizioni
Il singolo fu pubblicato in Italia su 45 giri con numero di catalogo SC 1194 su etichetta Cinevox.